# Тюрісалу
Тюрісалу (ест. Türisalu) — село в північній Естонії на березі Фінської затоки, в повіті Гар'юмаа, в волості Гарку. Знаходиться за 35 км на захід від центру Таллінна. В роки Радянського Союзу біля Тюрісалу розміщувалась військова частина. Біля Тюрісалу знаходиться урвище, відоме як «Скала Гамлета».